# Ганс-Юрген Добінскі
Ганс-Юрген Добінскі (нім. Hans-Jürgen Dobinsky; 24 липня 1922, Росток — 2020) — німецький офіцер-підводник, оберлейтенант-цур-зее крігсмаріне.

## Біографія
1 грудня 1939 року вступив на флот. З 1 травня по 23 листопада 1941 року пройшов практику вахтового офіцера на підводному човні U-48, з 24 листопада 1941 по 19 травня 1942 року — курс підводника. З 20 травня по 26 жовтня 1942 року — вахтовий офіцер на U-758. З 10 грудня 1942 по 31 серпня 1943 року — 1-й вахтовий офіцер на U-952, з 13 вересня 1943 по 11 липня 1944 року — на U-333, після чого був переданий в розпорядження 1-го навчального дивізіону підводних човнів. 16-31 серпня 1944 року пройшов курс позиціонування (радіовимірювання), з 1 вересня по 15 жовтня — курс командира човна, з 16 жовтня 1944 по 27 січня 1945 року — тактичну підготовку підводника, після чого знову був переданий в розпорядження 1-го навчального дивізіону підводних човнів. З 27 лютого по 5 травня 1945 року — командир U-323. В травні був взятий в полон британськими військами. 10 серпня 1945 року звільнений.

## Звання
- Кандидат в офіцери (1 грудня 1939)
- Морський кадет (1 травня 1940)
- Фенріх-цур-зее (1 листопада 1940)
- Оберфенріх-цур-зее (1 листопада 1941)
- Лейтенант-цур-зее (1 квітня 1942)
- Оберлейтенант-цур-зее (1 грудня 1943)

## Нагороди
- Залізний хрест
  - 2-го класу (4 червня 1942)
  - 1-го класу (22 квітня 1944)
- Нагрудний знак підводника (2 грудня 1943)
- Фронтова планка підводника в бронзі (1 жовтня 1944)